# Sympathy for Mister Vengeance
Série
Old Boy
(2003)
Pour plus de détails, voir Fiche technique et Distribution.
Sympathy for Mister Vengeance (Boksuneun naui geot), La vengeance d'un homme au Québéc, est un film sud-coréen réalisé par Park Chan-wook, sorti en 2002 ; le mot anglais sympathy est un faux-ami qui signifie « compassion ».
Il s'agit du premier volet d'un triptyque sur le thème de la vengeance, qui se poursuit en 2003 avec Old Boy et se conclut en 2005 avec Lady Vengeance.

## Résumé
Ryu est un sourd-muet qui travaille dur pour aider sa sœur, gravement malade ; il a bien tenté de donner l'un de ses reins pour effectuer la greffe qui pourrait la sauver, mais ce n'est pas un donneur compatible. De plus, leurs ressources, déjà maigres, s'amenuisent encore quand il est soudainement licencié.
Ryu contacte alors des criminels spécialisés dans le trafic d'organes : en échange de l'un de ses reins et de dix millions de wons, ils lui procureront un rein pour sa sœur. Mais, après le prélèvement, Ryu se réveille nu comme un ver dans un bâtiment désaffecté. Il a tout perdu.
Plusieurs jours plus tard, Ryu apprend que l'hôpital dispose d'un organe compatible et que l'opération peut avoir lieu moyennant dix millions de wons. À court d'argent, lui et sa petite amie, Yeong-mi, décident de kidnapper la fille de celui qui l'a mis à la porte, puis de financer l'opération avec la rançon. Mais, redoutant une relation trop évidente entre le rapt et le licenciement, ils enlèvent la fille d'un des amis du patron : Yu-sun, fille unique de Dong-jin.
Tout semble d'abord se dérouler sans heurt : Yu-sun est dorlotée par la sœur de Ryu, qui croit faire du baby-sitting, et Dong-jin paye la rançon sans alerter la police. Malheureusement, quand Ryu revient avec l'argent, sa sœur a découvert la vérité et, honteuse d'être devenue un tel fardeau, s'est suicidée. Ryu, fou de douleur, va ensevelir sa sœur bien-aimée sur le bord du cours d'eau où ils jouaient quand ils étaient enfants. Une catastrophe survient alors que Ryu, dos à la rivière, se recueille sur le corps recouvert de rochers : Yu-sun tombe à l'eau et se noie.
Vengeances et représailles s'enchainent alors sans pitié. D'une part, Ryu retrouve les criminels qui l'ont dépouillé, puis les massacre brutalement. D'autre part, Dong-jin remonte lentement la piste des ravisseurs : à l'aide d'un générateur électrique, il torture Yeong-mi pour savoir où se cache Ryu et il la tue alors qu'elle le prévient que les membres de son groupe politique la vengeront s'il continue. Dong-jin capture ensuite Ryu et l'emmène dans la rivière où est morte sa fille ; quand l'eau leur arrive au torse, il coupe les tendons d'Achille de Ryu, qui se noie.
Pendant que Dong-jin empile de grands sacs ensanglantés, une voiture s'avance sur le chemin qui longe la berge. Elle s'arrête et quatre hommes en descendent. L'un d'eux tient une photo. Après avoir identifié Dong-jin, ils l'entourent et le poignardent à tour de rôle. Les dernières images résonnent des paroles pleines de douleur de Yeong-mi, rappelant les risques qu'il y avait à la tuer.

## Fiche technique
- Titre : Sympathy for Mister Vengeance
- Titre original : 복수는 나의 것 (Boksuneun naui geot)
- Réalisation : Park Chan-wook
- Scénario : Lee Jae-sun, Lee Mu-yeong, Lee Yong-jong et Park Chan-wook
- Production : Lee Jae-sun, Lim Jin-gyu, Lee Kang-bok et Seok Dong-jun
- Sociétés de production : CJ Entertainment et Studio Box
- Musique : Ururboo Band
- Photographie : Kim Byeong-il
- Montage : Kim Sang-bum
- Décors : Choe Jung-hwa
- Costumes : Shin Seung-heui
- Pays d'origine :   Corée du Sud
- Format : couleurs - 2,35:1 Cinémascope - Dolby Surround - 35 mm
- Genre : Drame et thriller
- Durée : 129 minutes
- Dates de sortie : 29 mars 2002 (Corée du Sud), 3 septembre 2003 (France)
- Film interdit aux moins de 16 ans lors de sa sortie en France.

## Distribution
- Song Kang-ho : Park Dong-jin
- Shin Ha-kyun : Ryu
- Bae Doona : Cha Yeong-mi
- Im Ji-eun : sœur de Ryu
- Lee Dae-yeon : Choe
- Han Bo-bae : Yu-sun
- Lee Keum-hee : ex-femme de Dong-jin
- Jeong Jae-young : mari de l'ex-femme de Dong-jin
- Kim Se-dong : un chef d'équipe
- Oh Kwang-rok : un activiste politique
- Ryoo Seung-beom : un handicapé mental
- Ryoo Seung-wan[1] : un livreur

## Distinctions

### Récompenses
- Prix de la meilleure photographie (Kim Byeong-il) et du meilleur montage (Kim Sang-beom), lors des Korean Film Awards organisés par la MBC en 2002[2].
- Prix du meilleur film et du meilleur réalisateur lors des Pusan Film Critics Awards 2002.
- Prix du meilleur film asiatique lors du festival FanTasia 2003.